# Arbrå landskommun
Arbrå landskommun var en tidigare kommun i Gävleborgs län. Centralort var Arbrå. 

## Administrativ historik
Arbrå landskommun inrättades den 1 januari 1863 i Arbrå socken i Hälsingland  när 1862 års kommunalförordningar trädde i kraft. Den 23 april 1869 bröts ett område i kommunens östra del ut för att, tillsammans med en delar av kommunerna Njutånger, Enånger och Forsa, bilda Nianfors landskommun. Den 13 september 1907 inrättades Arbrå municipalsamhälle inom kommunen.
Vid kommunreformen 1952 bildade Arbrå "storkommun" genom sammanläggning med grannkommunen Undersvik. Den 1 januari 1962 upplöstes sedan Arbrå municipalsamhälle med 1 632 invånare och omfattande en areal av 2,00 km² land.
År 1971 infördes enhetlig kommuntyp och Arbrå landskommun ombildades därmed, utan någon territoriell förändring, till Arbrå kommun. Tre år senare blev dock kommunen en del av den nya Bollnäs kommun.
Kommunkoden mellan åren 1952 och 1973 var 2127.

### Kyrklig tillhörighet
I kyrkligt hänseende tillhörde kommunen Arbrå församling. Den 1 januari 1952 tillkom Undersviks församling.

## Kommunvapnet
Blasonering: I blått fält en gående häst av silver med röd tunga och röda hovar, ovan åtföljd av en sexuddig stjärna av silver.
Detta vapen fastställdes av Kungl. Maj:t den 9 december 1949. Se artikeln om Bollnäs kommunvapen för mer information.

## Geografi
Arbrå landskommun omfattade den 1 januari 1952 en areal av 536,67 km², varav 489,42 km² land. Efter nymätningar och arealberäkningar färdiga den 1 januari 1961 omfattade landskommunen samma datum en areal av 534,34 km², varav 488,34 km² land.

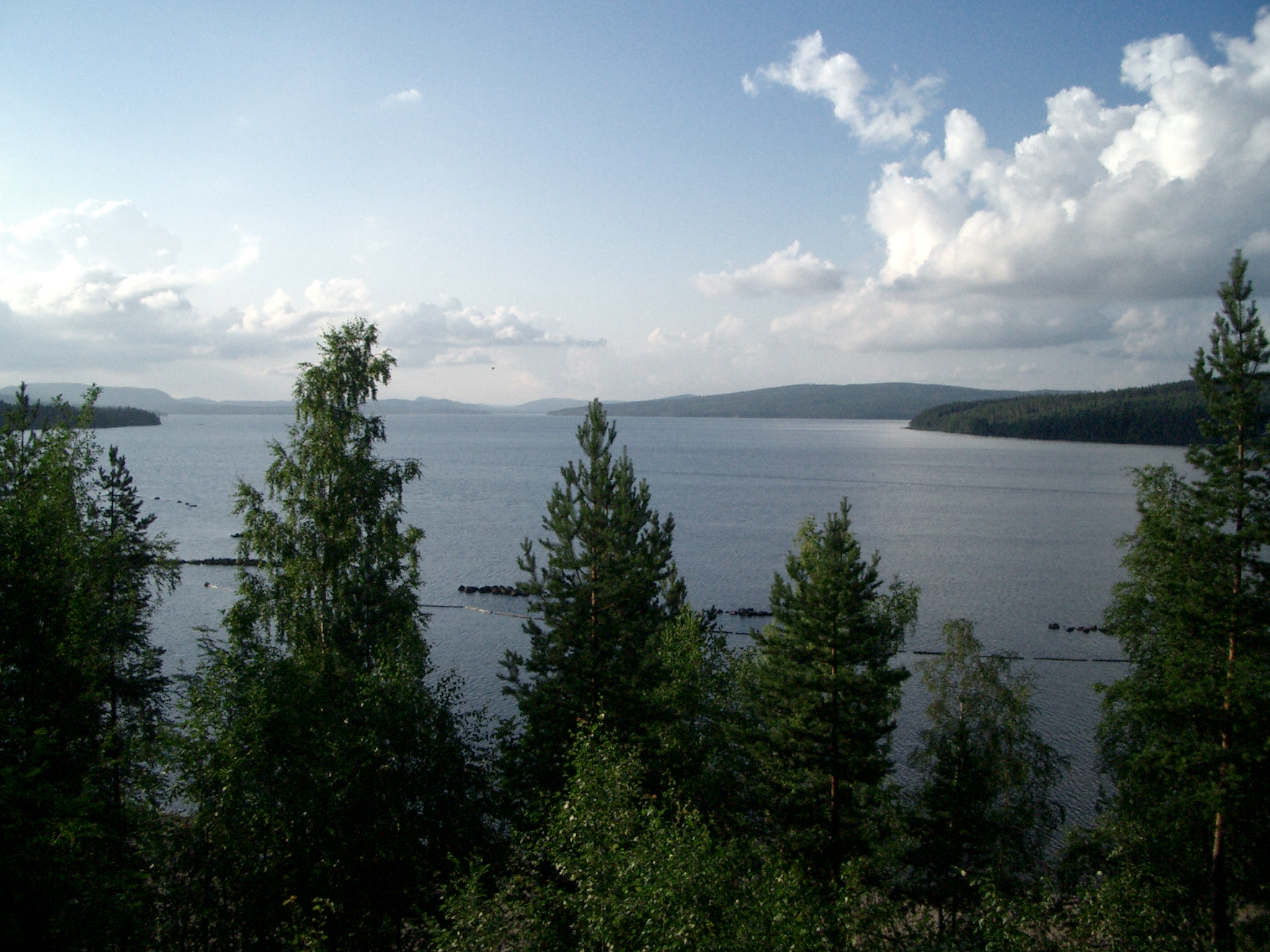
Utsikt över Ljusnan från Orbaden.

### Tätorter i kommunen 1960
| Tätort             | Folkmängd |
| ------------------ | --------- |
| Arbrå              | 1 931     |
| Vallsta            | 426       |
| Lottefors, del ava | 19        |

Tätortsgraden i kommunen var den 1 november 1960 40,8 procent.

## Politik

### Mandatfördelning i valen 1938-1970
| 13 | 3 |  | 5 | 7 |  |

| 30 |

| 17 | 6 | 6 |  |

| 28 |

| 5 | 12 | 6 | 6 |  |

| 28 |

| 5 | 18 | 7 | 9 |  |

| 37 |

| 4 | 18 | 6 | 10 | 2 |

| 36 |

| 3 | 16 | 8 | 10 | 3 |

| 36 |

| 3 | 18 | 8 | 8 | 3 |

| 34 | 6 |

| 5 | 14 | 8 | 9 |  | 3 |

| 37 |

| 4 | 15 | 10 | 8 |  | 2 |

| 33 | 7 |

### Fotnoter
1. ↑  Per Andersson: Sveriges kommunindelning 1863-1993, Draking, Mjölby 1993, ISBN 91-87784-05-X, s. 88
2. ↑   ( PDF) Folk- och bostadsräkningen den 1 november 1965, I. Folkmängd inom kommuner och församlingar samt kommunblock efter kön, ålder, civilstånd m.m.. Stockholm: Statistiska centralbyrån. 1966. sid. 58 & 223. Arkiverad från originalet den 24 januari 2015. https://www.webcitation.org/6VpIdxjHN?url=http://www.scb.se/Grupp/Hitta_statistik/Historisk_statistik/_Dokument/SOS/Folk_o_bostadsrakningen_1965_1.pdf. Läst 16 november 2017 Arkiverad 24 september 2015 hämtat från the Wayback Machine.
3. ↑  ”Svenska Heraldiska Föreningens vapendatabas”. Arkiverad från originalet den 18 oktober 2012. https://web.archive.org/web/20121018011750/http://databas.heraldik.se/index.php. Läst 15 januari 2011.
4. ↑   (PDF) Folkräkningen den 31 december 1950, I, Areal och folkmängd inom särskilda förvaltningsområden m.m., Tätorter. Stockholm: Statistiska centralbyrån. 1952-05-19. sid. 105. Arkiverad från originalet den 1 oktober 2014. https://www.webcitation.org/6T09ZkyrB?url=http://www.scb.se/Grupp/Hitta_statistik/Historisk_statistik/_Dokument/SOS/Folkrakningen_1950_1.pdf. Läst 9 oktober 2014 Arkiverad 29 oktober 2013 hämtat från the Wayback Machine.
5. ↑   ( PDF) Folkräkningen den 1 november 1960, I, Folkmängd inom kommuner och församlingar efter kön, ålder, civilstånd m.m.. Stockholm: Statistiska centralbyrån. 1961. sid. 54 & 203-204. Arkiverad från originalet den 15 juli 2015. https://www.webcitation.org/6a1zkRbkC?url=http://www.scb.se/Grupp/Hitta_statistik/Historisk_statistik/_Dokument/SOS/Folkrakningen_1960_01.pdf. Läst 16 november 2017 Arkiverad 14 oktober 2013 hämtat från the Wayback Machine.
6. ↑   ( PDF) Folkräkningen den 1 november 1960, II, Folkmängd inom tätorter efter kön, ålder och civilstånd.. Stockholm: Statistiska centralbyrån. 1961. sid. 27. Arkiverad från originalet den 29 juni 2015. https://www.webcitation.org/6ZeEB9Ija?url=http://www.scb.se/Grupp/Hitta_statistik/Historisk_statistik/_Dokument/SOS/Folkrakningen_1960_02.pdf. Läst 16 november 2017 Arkiverad 24 september 2015 hämtat från the Wayback Machine.